# Markus Ralser

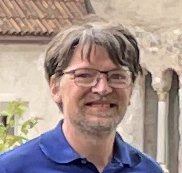
Markus Ralser, 2022

Markus Ralser (* 3. April 1980 in Sterzing, Italien) ist ein italienischer Biologe. Sein Hauptforschungsinteresse gilt dem Stoffwechsel von Mikroorganismen und der Hochdurchsatz-Proteomik.

## Leben und Werk
Ralser ist seit 2019 Leiter des Instituts für Biochemie an der Charité, Berlin, Deutschland; sowie seit 2022 als Gruppenleiter an der Universität Oxford, Großbritannien.
Er studierte Genetik und Molekularbiologie an der Universität Salzburg, Österreich. Er promovierte 2006 am Max-Planck-Institut für Molekulare Genetik in Berlin, Deutschland, über neurodegenerative Erkrankungen. Er wurde dann Postdoktorand an der Vrije Universiteit Amsterdam, Niederlande, wo er begann, sich mit der Massenspektrometrie zu beschäftigen. Er kehrte 2007 an das MPI für molekulare Genetik zurück und wurde Junior-Gruppenleiter, wechselte aber 2011 mit seiner Gruppe an die Universität Cambridge, Großbritannien. Danach zog er erneut um und wurde 2013 Gruppenleiter am neu eröffneten Francis Crick Institute in London, Großbritannien (seit 2019 Senior Group Leader). 2022 zog seine Gruppe nach Oxford.

## Forschung
Die beiden Forschungsgruppen Ralsers verwenden LC-MS zur Analyse des Proteoms und Metaboloms von Mikroorganismen. Der wichtigste Modellorganismus ist die Backhefe (Saccharomyces cerevisiae), aber auch andere Arten wie der pathogene Pilz Candida albicans und die Spalthefe Schizosaccharomyces pombe werden verwendet.
Das Ralser-Labor verwendet nicht nur LC-MS, sondern entwickelt auch neuartige LC-MS-Methoden und Protokolle, die die Nachweisgenauigkeit, die Geschwindigkeit und den Durchsatz verbessern. Als Spezialist für die datenunabhängige Erfassung (sog. DIA) hat die Gruppe in Zusammenarbeit mit dem MS-Hersteller SCIEX die Scanning-SWATH-MS und die Zeno-SWATH-MS entwickelt. Beide Methoden verbessern die 2012 in der Schweiz entwickelte SWATH-MS erheblich. Die Gruppe entwickelte außerdem eine Akquisitionsmethode, DIA-NN, die neuronale Netze verwendet. Aber Proteine und Metaboliten sind nicht der einzige Schwerpunkt: 2022 entwickelte das Labor ein Protokoll für die genaue Quantifizierung von DNA-Methylierung mit LC-MS.
Zu den wichtigsten Forschungsthemen gehören:
- Metabolische Netzwerke innerhalb von Zellen.[8]

- Der Austausch von Metaboliten zwischen Zellen. Die Gruppe fand heraus, dass Hefezellen es vorziehen, Metaboliten aus der äußeren Umgebung (dem Exometabolom) aufzunehmen, anstatt ihre eigenen zu produzieren, und dass diese Zellen in einer Gemeinschaft nicht-autonom überleben können, so dass sie zum Überleben gegenseitig von anderen Mitgliedern der Gemeinschaft abhängig sind.[9]

- Die Biochemie der konkurrierenden Reaktionen innerhalb der Zellen. Die Gruppe erstellte ein Enzym-Hemmungsnetzwerk auf Genomebene beim Menschen und zeigte, dass die Kompartimentierung in Eukaryoten dazu beiträgt, das Ausmaß der Selbsthemmung zu verringern.[10]

- Die Rolle, Funktion und Regulierung von Stoffwechselgenen. Dies wird durch die Analyse des Proteoms und Metaboloms in einer genomweiten Sammlung von Hefegen-Deletionsstämmen erreicht.[11][12]

- Mikrobielle Zytogenetik. Die Gruppe fand heraus, dass Aneuploidie (anormale Chromosomenzahl) in Hefe durch einen Mechanismus des Dosisausgleichs toleriert wird: Die Expression von Genen auf aneuploiden Chromosomen wird so angepasst, dass eine normale Menge an Protein produziert wird.[13]

- Stoffwechselbezogene Schutzmechanismen gegen oxidativen Stress. Die Gruppe fand u. a. heraus, dass Methionin, ein bekanntes Antioxidans, über den Pentosephosphatweg vor oxidativem Stress schützt.[14] Zuvor hatte Ralser herausgefunden, dass Zellen dynamisch zwischen Glykolyse und Pentosephosphatweg wechseln, um die antioxidative Maschinerie mit Elektronen zu versorgen—ein Mechanismus, der als Übergang zwischen Glykolyse und Pentosephosphatweg bekannt ist und heute als erster zellulärer Anti-Stress-Mechanismus bei allen Arten gilt.[15]

- Die Evolution des zentralen Kohlenstoffstoffwechsels und nicht-enzymatische Reaktionen im Zellstoffwechsel.[16] Die Gruppe fand heraus, dass Schlüsselreaktionen der Glykolyse, des Pentosephosphatwegs[17] und der Gluconeogenese[18] spontan und ohne Enzymkatalyse ablaufen können, und zwar unter den Umgebungsbedingungen, die vor Milliarden von Jahren auf der Erde herrschten.

- Stoffwechselmechanismen der Resistenz gegen Antimykotika.[19]

Während der COVID-19-Pandemie entwickelte die Ralser-Gruppe einen Proteomk-Panel-Assay zur Bewertung des Schweregrads der Krankheit und zur Vorhersage des Verlaufs. Der Assay quantifiziert 50 Peptide, die von 30 Proteinen aus dem Blutplasma des Patienten stammen. Das Labor fand heraus, dass diese Proteine als Marker dienen können: Ihre Häufigkeit korreliert stark mit dem Schweregrad und dem Ausgang von COVID-19. Der Test kann in einem klinischen Routinelabor durchgeführt werden und ist inzwischen kommerziell erhältlich.
Bis Januar 2023 hat Ralser fast 200 von Experten begutachtete Artikel veröffentlicht, die mehr als 13.000 Mal zitiert wurden.

## Preise
- BioMed Central Research Award, Biology (2007)[22]
- Wellcome Beit Prize (2011)[23]
- South Tyrolean Science Award (2014)[24]
- Colworth Medal of the Biochemical Society, UK (2017)[25]
- Starling Medal of the Endocrinological Society, UK (2019)
- EMBO Gold Medal (2020)[26]